# 子硕
子硕（?—?），中国春秋时期鲁国政治人物，叔牙玄孙，武仲休曾孙，叔仲惠伯之孙。
子硕的母亲去世了，子硕请求备办丧葬之器。子硕的哥哥子柳问子硕准备用什么来备办，子硕回答：“可以把庶弟的母亲（父亲的妾）卖了。”子柳说：“怎么能用卖掉别人的母亲的钱安葬自己的母亲？不可以。”安葬母亲之后，子硕想用其他人送来助葬所剩钱帛备办祭祀器具。子柳说：“不可以。我听说，君子不能借丧事来获利，把剩下的钱帛分给贫穷的兄弟吧。”